# Diocesi di Massimianopoli di Pamfilia
La diocesi di Massimianopoli di Pamfilia (in latino: Dioecesis Maximianopolitana in Pamphylia) è una sede soppressa del patriarcato di Costantinopoli e una sede titolare della Chiesa cattolica.

## Storia
Massimianopoli di Pamfilia, identificabile con Tefenni nell'odierna Turchia, è un'antica sede episcopale della provincia romana della Panfilia Seconda nella diocesi civile di Asia. Faceva parte del patriarcato di Costantinopoli ed era suffraganea dell'arcidiocesi di Perge.
Benché menzionata nelle Notitiae Episcopatuum del patriarcato fino al XII secolo, sono noti due soli vescovi di Massimianopoli: Patrizio, che prese parte al primo concilio ecumenico celebrato a Nicea nel 325; e Teosebio, che sottoscrisse nel 458 la lettera dei vescovi della Panfilia Seconda all'imperatore Leone I dopo la morte del patriarca Proterio di Alessandria.
Dal 1933 Massimianopoli di Pamfilia è annoverata tra le sedi vescovili titolari della Chiesa cattolica; il titolo finora non è mai stato assegnato.

## Cronotassi dei vescovi greci
- Patrizio † (menzionato nel 325)
- Teosebio † (menzionato nel 458)